# Syneta carinata
Syneta carinata är en skalbaggsart som beskrevs av Mannerheim 1835. Syneta carinata ingår i släktet Syneta och familjen bladbaggar. Inga underarter finns listade i Catalogue of Life.